# Uwe Backhaus
Uwe Backhaus (* 23. Juli 1966) ist ein deutscher ehemaliger Fußballspieler. Für den FC Rot-Weiß Erfurt spielte er 1988 in der DDR-Oberliga, der höchsten Liga im DDR-Fußball.

## Sportliche Laufbahn
Im DDR-weiten Fußballspielbetrieb trat Uwe Backhaus erstmals in der Saison 1983/84 in der Juniorenoberliga als Spieler des FC Rot-Weiß Erfurt in Erscheinung. In den 26 Spielen wurde er etwa 18-mal im Mittelfeld bzw. im Sturm eingesetzt. 1984/85 gehörte er ebenfalls zum Juniorenkader, spielte durchgehend im Mittelfeld und kam erneut auf ca. 18 Einsätze. Außerdem setzte ihn der FC Rot-Weiß einmal in der DDR-Liga-Mannschaft RWE II ein. Zur Spielzeit 1985/86 gehörte Backhaus offiziell zum Kader der 2. Mannschaft. In den 34 Ligaspielen kam er 18-mal zum Einsatz. In der Hinrunde stand er siebenmal in der Startelf, in der Rückrunde nur in drei Begegnungen. Die 2. Mannschaft beendete die Saison als Absteiger in die Bezirksliga, in der Backhaus weiter zum Kader gehörte. 
Zur Spielzeit 1987/88 wechselte Uwe Backhaus zum DDR-Ligisten BSG robotron Sömmerda. Vom 13. Spieltag an wurde er regelmäßig als Mittelstürmer eingesetzt, verpasste nur ein Ligaspiel und erzielte in seinen 21 Spielen fünf Tore. 
Anschließend kehrte Backhaus wieder zum FC Rot-Weiß zurück. In der Hinrunde 1988 wurde er in acht Spielen der Oberliga aufgeboten, in denen er sowohl im Angriff als auch im Mittelfeld eingesetzt wurde. Danach kam er nur noch in der Bezirksligamannschaft zum Einsatz. In der Saison 1989/90 tauchte Backhaus zunächst bei der BSG Chemie Leipzig auf. Beim DDR-Ligisten bestritt er als Mittelfeldspieler die ersten sechs Ligaspiele, um danach wieder nach Sömmerda zurückzukehren. Bei der BSG robotron absolvierte er in der Rückrunde 1990 der DDR-Liga von den 17 ausgetragenen Punktspielen jeweils neun Partien im Mittelfeld und im Angriff und schoss ein Tor. In der Saison 1990/91 trat Sömmerda wendebedingt als FSV Sömmerda an. Backhaus gehörte weiterhin zum Kader der 1. Mannschaft. In der NOFV-Liga (ehemals DDR-Liga) kam Backhaus auf unterschiedlichen Positionen zum Einsatz und erzielte ein weiteres Tor. 
Nach der Übernahme des ostdeutschen Fußballs durch den DFB wurde der FSV Sömmerda drittklassig und kehrte ebenso wie Uwe Backhaus nicht mehr in den höherklassigen Fußball zurück. 